# Divergência

O divergente de diferentes campos vetoriais. O divergente de vetores do ponto (x,y) é igual à soma da derivada parcial em relação a x do componente x e a derivada parcial em relação a y do componente y naquele ponto:

Em cálculo vetorial, o operador divergência, operador divergente, ou simplesmente divergente, é um operador que mede a magnitude de "fonte" ou "poço/sorvedouro" de um campo vetorial em um dado ponto, isto é, ele pode ser entendido como um escalar que mede a dispersão ou divergência dos vetores do campo num determinado ponto.
Por exemplo, considere o volume de ar de uma sala sendo aquecido ou resfriado. O campo vetorial, neste caso, é a velocidade do ar se movendo. Se o ar é aquecido em uma determinada região, ele irá se expandir em todas as direções, então a divergência do campo de velocidade nesta região será positivo pois, se observarmos um pequeno volume nessa região, teremos mais ar saindo do que entrando nesse volume; uma outra maneira de expressar esta condição é dizendo que neste caso temos "fontes" no sistema/ponto. Se o ar resfria e se contrai, o divergência é negativo pois há, na região, uma convergência de ar: teremos mais ar entrando do que saindo neste pequeno volume. Podemos também expressar este caso dizendo que temos "sumidouros".
Outro caso que pode ocorrer é o divergente ser zero. Neste caso dizemos que o sistema está em regime estacionário; ou  seja, a energia não varia com o tempo. Não há ,portanto, acúmulo nem sumidouro de energia. No contexto da Mecânica dos fluidos, temos a incompressíbilidade de fluídos (neste caso os  líquidos especificadamente) uma vez que a densidade de líquidos é praticamente uma constante em regime estacionário.
Os exemplos acima explicados utilizaram-se conceitos de transporte de massa, mas o divergente está associado a variações de outras grandezas como o calor na Lei de Fourier e o transporte de carga na Lei de Ohm.

## Definição
O operador divergência é definido como a variação do fluxo líquido do campo vetorial através de uma superfície de um volume em uma região.
{\displaystyle \operatorname {div} \,\mathbf {F} =\lim _{V\rightarrow 0}\iint _{S(V)}{\mathbf {F} \cdot \mathbf {n}  \over V}\;dS}
Onde V é o volume de uma região arbitrária em R3 que inclui um ponto P, S(V) é a superfície da região, a integral é a integral de superfície e n o vetor normal a área.
O resultado é uma função : {\displaystyle f:R^{3}\mapsto R} da localização do ponto P. Esta função pode ser vista como um campo escalar e em cada ponto tem-se o valor da divergência.
 A divergência de um campo vetorial, indica a  existência de fontes ou sumidouros associados a esse campo. Se a divergência em um ponto é nula, o fluxo total que entra é o mesmo que sai em um volume arbitrariamente pequeno circundando o ponto considerado, indicando assim uma certa conservação das linhas de campo naquele ponto. Se a divergência é positiva, existe um fluxo liquido para o exterior do volume diferencial ao redor do ponto considerado, indicando a presença de uma fonte capaz de produzir essas linhas de campo. Finalmente, quando a divergência é negativa, existe um fluxo líquido convergindo para o interior do volume diferencial, indicativo da existência de um sumidouro de linhas de campo no ponto sob consideração.

## Interpretação física: equação da continuidade[2]

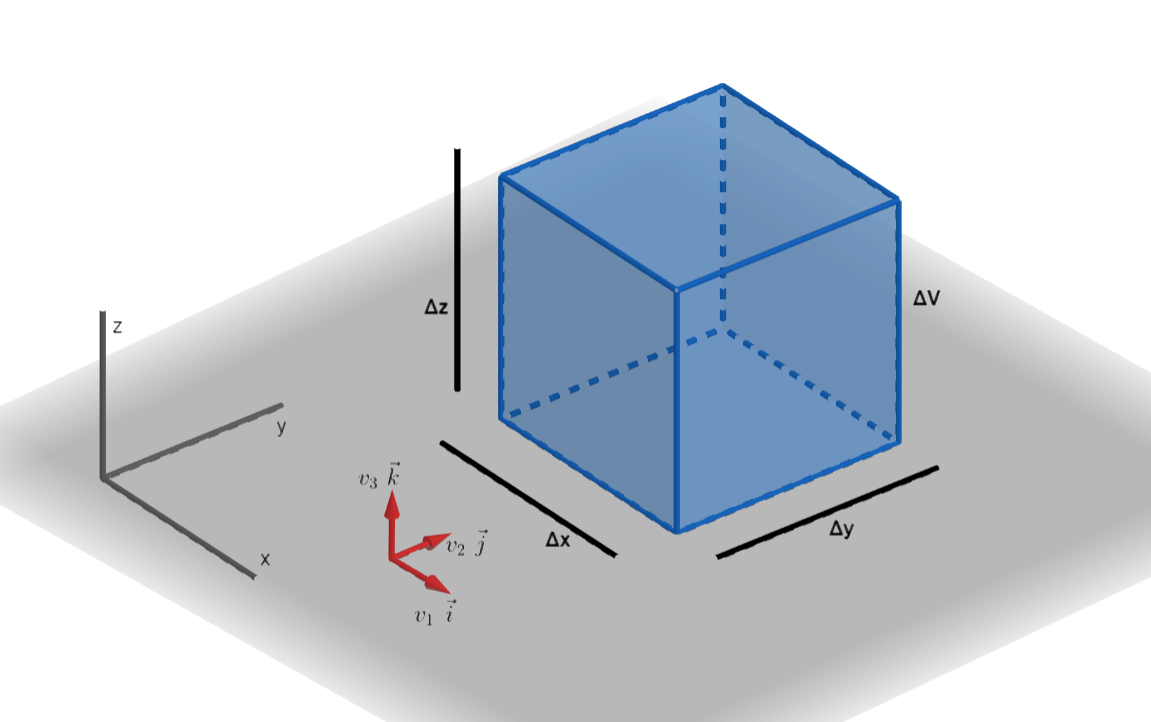
Ilustração da situação proposta para deduzirmos a equação da continuidade.

O conceito de divergência pode ser compreendido ao pensarmos no escoamento de um fluido em uma região do espaço. Considerando que no espaço em questão não há fontes ou sumidouros, ou seja, não há criação ou destruição de partículas, analisaremos o movimento do fluido através de um volume {\displaystyle \Delta V=\Delta x\Delta y\Delta z} em um sistema de coordenadas retangulares.
Definimos como velocidade do fluido a função vetorial{\displaystyle {\overrightarrow {v}}(x,y,z,t)=v_{1}{\overrightarrow {i}}+v_{2}{\overrightarrow {j}}+v_{3}{\overrightarrow {k}}}e aplicamos a relação{\displaystyle {\overrightarrow {J}}=\rho {\overrightarrow {v}}}onde {\displaystyle \rho } é a densidade absoluta do fluido, com dimensão de massa por unidade de volume, e onde {\displaystyle {\overrightarrow {J}}} é a densidade de corrente do fluido, com dimensão de massa por unidade de área, por unidade de tempo. Assim, podemos estabelecer a função vetorial para a densidade de corrente como:{\displaystyle {\overrightarrow {J}}(x,y,z,t)=J_{1}{\overrightarrow {i}}+J_{2}{\overrightarrow {j}}+J_{3}{\overrightarrow {k}}}Definidas as funções vetoriais para a velocidade do fluido e para a densidade de corrente do fluido, calcularemos a vazão através do volume elementar {\displaystyle \Delta V}, ou seja, a diferença entre a massa de fluido que entra no volume e a que sai dele, por unidade de tempo. A expressão que descreve, para cada dimensão, a massa de fluido que atravessa uma área orientada {\displaystyle {\overrightarrow {A}}}por unidade de tempo corresponde a{\displaystyle {\dot {m}}={\overrightarrow {J}}\cdot {\overrightarrow {A}}}Esse cálculo pode ser realizado separando a vazão (massa por unidade de tempo) que passa por cada par de faces paralelas do sólido, e, posteriormente, somando-as. Assim, consideramos a vazão que atravessa as faces de áreas  {\displaystyle \Delta x\Delta z}, {\displaystyle \Delta x\Delta y} e {\displaystyle \Delta y\Delta z} individualmente.
Considerando, momentaneamente, o problema apenas na direção {\displaystyle {\overrightarrow {i}}}, teremos duas faces cujas áreas correspondem a {\displaystyle \Delta y\Delta z}, nas coordenadas {\displaystyle x} e {\displaystyle x+\Delta x}, onde haverá variação de massa correspondente a:{\displaystyle \Delta {\dot {m}}_{\Delta y\Delta z}={\dot {m}}_{x+\Delta x}-{\dot {m}}_{x}}Aplicando a expressão em função da densidade de corrente, temos:{\displaystyle \Delta {\dot {m}}_{\Delta y\Delta z}=[{{\overrightarrow {J}}(x+\Delta x,y,z)\ -}{{\overrightarrow {J}}(x,y,z)]\cdot {{\overrightarrow {A}}_{\Delta y\Delta z}}}}Perceba que a separação dos cálculos desse problema em faces individuais facilita o desenvolvimento, visto que, para cada face, haverá ortogonalidade entre a orientação da área {\displaystyle {\overrightarrow {A}}} e duas das três componentes vetoriais da velocidade do fluido, o que simplifica a expressão obtida. Nas faces orientadas na direção {\displaystyle {\overrightarrow {i}}}, por exemplo, o produto escalar com as componentes {\displaystyle {\overrightarrow {j}}} e {\displaystyle {\overrightarrow {k}}} da velocidade do fluido serão nulos. Assim, teremos:{\displaystyle \Delta {\dot {m}}_{\Delta y\Delta z}=[{J_{1}(x+\Delta x,y,z)\ -}{J_{1}(x,y,z)]\Delta y\Delta z}=(\Delta J_{1})\Delta y\Delta z}A expressão acima é convenientemente representada como:{\displaystyle \Delta {\dot {m}}_{\Delta y\Delta z}={\Delta J_{1} \over \Delta x}\Delta V}Consequentemente, podemos aplicar a mesma lógica às demais dimensões, obtendo a variação do fluxo em todo o volume {\displaystyle \Delta V}:{\displaystyle \Delta {\dot {m}}_{\Delta y\Delta z}+\Delta {\dot {m}}_{\Delta x\Delta z}+\Delta {\dot {m}}_{\Delta x\Delta y}=\Delta {\dot {m}}={\biggl (}{\Delta J_{1} \over \Delta x}+{\Delta J_{2} \over \Delta y}+{\Delta J_{3} \over \Delta z}{\biggr )}\Delta V}A expressão acima indica a mudança de massa em {\displaystyle \Delta V}por unidade de tempo. Como, inicialmente, foi estabelecido que no espaço considerado não há fontes ou sumidouros, então a perda de massa deve ser causada pela variação temporal da densidade do fluido, como mostra a expressão:{\displaystyle {\biggl (}{\Delta J_{1} \over \Delta x}+{\Delta J_{2} \over \Delta y}+{\Delta J_{3} \over \Delta z}{\biggr )}\Delta V=-{\partial \rho  \over \partial t}\Delta V}Ao tomarmos {\displaystyle \textstyle \lim _{\Delta x\to 0}\displaystyle }, {\displaystyle \textstyle \lim _{\Delta y\to 0}\displaystyle } e {\displaystyle \textstyle \lim _{\Delta z\to 0}\displaystyle }:{\displaystyle {\partial J_{1} \over \partial x}+{\partial J_{2} \over \partial y}+{\partial J_{3} \over \partial z}=-{\partial \rho  \over \partial t}}O lado esquerdo dessa igualdade corresponde à divergência de {\displaystyle {\overrightarrow {J}}}, portanto:{\displaystyle \nabla \cdot {\displaystyle {\overrightarrow {J}}}=-{\partial \rho  \over \partial t}}Esta equação, a equação da continuidade, expressa a lei da conservação de massa. Analisando o comportamento de um gás, por exemplo, teremos um valor negativo para a divergência quando o gás sofre compressão (densidade absoluta aumenta); por outro lado, uma expansão gasosa (diminuição da densidade) é representada por um valor positivo de divergência.
No caso de um fluido incompressível, como um líquido, a densidade {\displaystyle \rho } terá um valor constante. Assim:{\displaystyle \nabla \cdot {\displaystyle {\overrightarrow {v}}}=0}Em mecânica dos fluidos, essa forma da equação da continuidade corresponde à condição de incompressibilidade dos fluidos em regime estacionário. Estes conceitos de divergente e equação da continuidade também possuem aplicação em outras áreas da Física como no Eletromagnetismo, 

## Aplicação ao sistema de coordenadas

### Coordenadas cartesianas
Seja x, y, z um sistema de coordenadas cartesianas em um espaço euclidiano tridimensional, e seja i, j, k as bases dos vetores unitários.
A divergência de um campo vetorial continuamente diferenciável F = Fx i + Fy j + Fz k é definido como o:
{\displaystyle \operatorname {div} \,\mathbf {F} =\nabla \cdot \mathbf {F} ={\frac {\partial F_{x}}{\partial x}}+{\frac {\partial F_{y}}{\partial y}}+{\frac {\partial F_{z}}{\partial z}}}
Embora expresso em termos de coordenadas, o resultado é invariante sob transformações ortogonais.
Notamos, portanto que o divergente de um campo vetorial é um campo escalar.
A notação comum para a divergência ∇·F é um conveniente mnemônico, onde o ponto denota o produto interno (não se trata do gradiente em si).

### Coordenadas cilíndricas
{\displaystyle \operatorname {div} \,\mathbf {F} ={\frac {1}{r}}{\frac {\partial (rF_{r})}{\partial r}}+{\frac {1}{r}}{\frac {\partial F_{\theta }}{\partial \theta }}+{\frac {\partial F_{z}}{\partial z}}}

### Coordenadas esféricas
{\displaystyle \operatorname {div} \,\mathbf {F} ={\frac {1}{r^{2}}}{\frac {\partial (r^{2}F_{r})}{\partial r}}+{\frac {1}{rsen\theta }}{\frac {\partial (sen\theta F_{\theta })}{\partial \theta }}+{\frac {1}{rsen\theta }}{\frac {\partial F_{\phi }}{\partial \phi }}}

## Divergente de um campo vetorial
Campos vetoriais de cargas elétricas puntiformes apresentam vetores que convergem para o centro (no caso de cargas negativas) e vetores que divergem a partir do centro (no caso de cargas positivas).
Se imaginarmos que cada vetor descreve a velocidade de um fluido naquele ponto, percebemos que a carga negativa age similarmente a um ralo para onde o fluido cai e desaparece e a carga positiva age como uma fonte de onde o fluido surge. A divergência de um campo vetorial em um ponto particular do plano demonstra o quanto o fluido imaginário tende a fluir para fora ou para dentro dessas pequenas regiões.

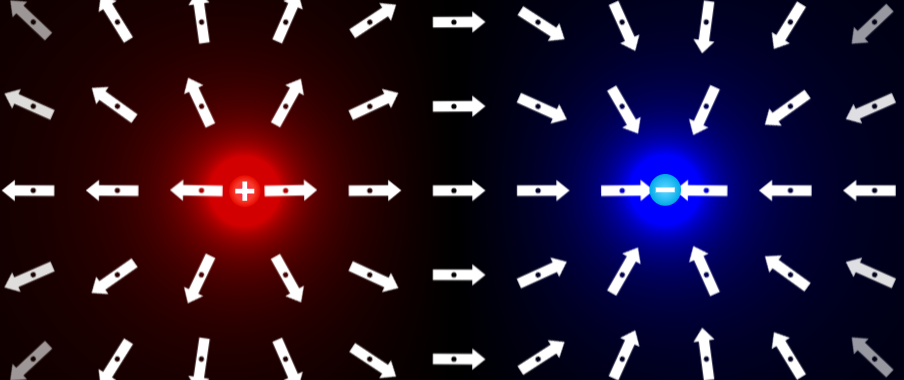
Campo Vetorial

Nessa linha, a divergência do campo vetorial que possua cargas que agem como fontes será positiva, enquanto as cargas que agem como funis terão divergência negativa.

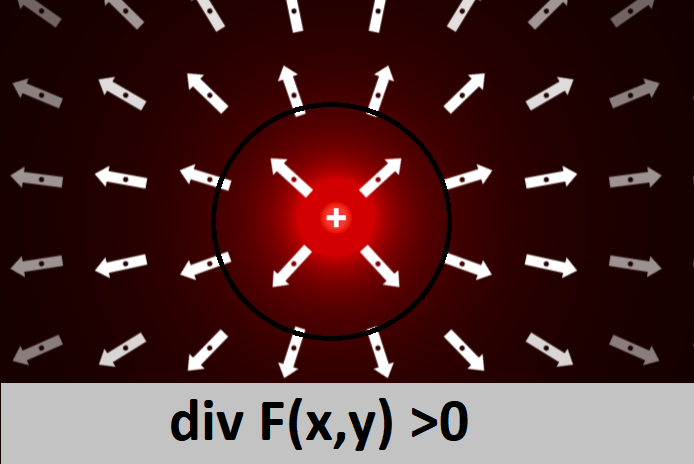
Campo agindo como fonte: divergente positivo
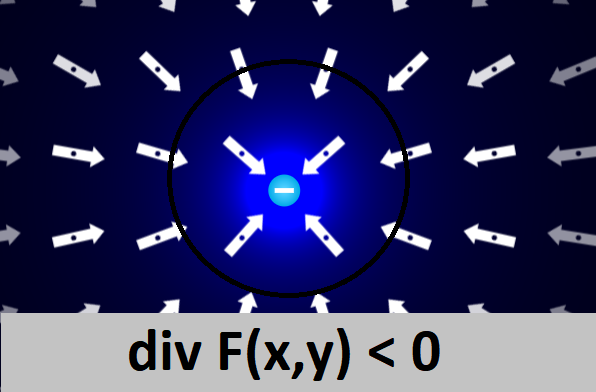
Campo agindo como ralo: divergente negativo

O divergente também será positivo para o caso em que os vetores atravessem um contorno fechado com o  fluido entrando lentamente por um lado e saindo rapidamente pelo outro lado, já que também lembra uma geração espontânea do fluido.

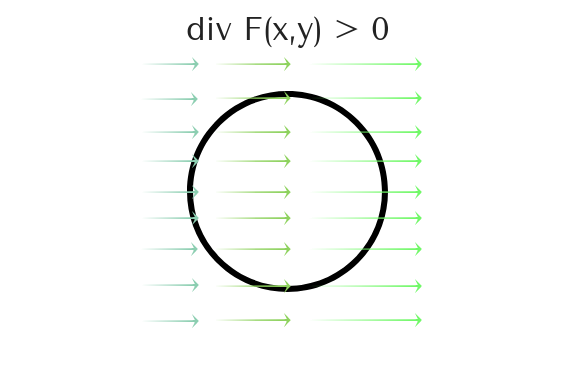
Divergente positivo

## Generalizações
A divergência de um vetor pode ser definido como um número qualquer de dimensões. Se
{\displaystyle \mathbf {F} =(F_{1},F_{2},\dots ,F_{n}),}
então
{\displaystyle \operatorname {div} \,\mathbf {F} =\nabla \cdot \mathbf {F} ={\frac {\partial F_{1}}{\partial x_{1}}}+{\frac {\partial F_{2}}{\partial x_{2}}}+\cdots +{\frac {\partial F_{n}}{\partial x_{n}}}}
A noção de divergência pode ser estendida ainda para um sistema de coordenadas curvilíneas ortogonal, de dimensão 3, como 
{\displaystyle \operatorname {div} \,\mathbf {F} ={\frac {1}{h_{1}h_{2}h_{3}}}\left[{\frac {\partial }{\partial q_{1}}}\left(h_{2}h_{3}F_{1}\right)+{\frac {\partial }{\partial q_{2}}}\left(h_{1}h_{3}F_{2}\right)+{\frac {\partial }{\partial q_{3}}}\left(h_{1}h_{2}F_{3}\right)\right]}
onde
{\displaystyle q_{i}} é a i-ésima coordenada
{\displaystyle h_{i}} é o fator de escala associada i-ésima coordenada

## Propriedades
Sendo F e G vetores e a e b números reais valem as propriedades abaixo:
{\displaystyle \operatorname {div} (a\mathbf {F} +b\mathbf {G} )=a\;\operatorname {div} (\mathbf {F} )+b\;\operatorname {div} (\mathbf {G} )};
{\displaystyle \nabla \cdot (\varphi \mathbf {F} )=(\nabla \varphi )\cdot \mathbf {F} +\varphi \;(\nabla \cdot \mathbf {F} )};
{\displaystyle \nabla \cdot \left({\frac {\mathbf {F} }{\varphi }}\right)={\frac {\varphi \;(\nabla \cdot \mathbf {F} )-(\nabla \varphi )\cdot \mathbf {F} }{\varphi ^{2}}}};
{\displaystyle \operatorname {div} (\nabla \varphi )=\Delta \varphi .}
onde Δ é uma Derivada de segunda ordem.
{\displaystyle \nabla \cdot (\nabla \times \mathbf {F} )=0};
{\displaystyle \nabla \cdot (\mathbf {F} \times \mathbf {G} )=(\nabla \times \mathbf {F} )\cdot \mathbf {G} -\mathbf {F} \cdot (\nabla \times \mathbf {G} )}.